# Ван Вэйчжун
Ван Вэйчжун (кит. 王伟中, род. март 1962, Шочжоу, Шаньси) — китайский государственный и политический деятель, губернатор провинции Гуандун с 27 декабря 2021 года. Заместитель главы парткома КПК Гуандуна с 14 декабря 2018 года.
Ранее секретарь парткомов КПК городов Шэньчжэнь (2017—2021) и Тайюань (2016—2017), заместитель министра науки и технологий КНР (2010—2014).
Кандидат в члены, избран членом ЦК на 7-м пленуме ЦК КПК 19-го созыва. Член Центрального комитета Компартии Китая 20-го созыва.

## Биография
Родился в марте 1962 года в городском округе Шочжоу, провинция Шаньси.
Учился на гидротехническом факультете Университета Цинхуа, в сентябре 1984 года получил диплом бакалавра, в апреле 1987 года — диплом магистра по основной специальности. Значительную часть следующего десятилетия проработал в структурах Министерства водного хозяйства КНР, в августе 1991 года принят в Государственную комиссию по науке и технике (позднее реорганизована в Министерство науки и технологий КНР), работал в сфере проблем, связанных с использованием природных ресурсов и защитой окружающей среды. В августе 1994 года переведён в отдел экологии Госкомиссии по науке и технике. В июле 1998 года назначен главой Китайского центра управления повесткой дня XXI века (кит. 中国21世纪议程管理中心) и одновременно начальником Центра развития технологий в области наук о жизни. В марте 2006 года получил назначение на должность заведующего финансовым отделом Министерства науки и технологий, а в апреле 2010 года поднялся до заместителя министра этого министерства.
В сентябре 2014 года после масштабной антикоррупционной кампании Си Цзиньпина против руководящих чиновников направлен в родную провинцию Шаньси для продолжения политики борьбы с коррупцией. С конца 2014 года — второй по перечислению заместитель секретаря парткома КПК Шаньси и член Постоянного комитета парткома КПК по должности замсекретаря, с октября 2016 года дополнительно секретарь (глава) парткома КПК Тайюаня — столичного города провинции Шаньси.
В апреле 2017 года переведён в провинцию Гуандун главой горкома КПК Шэньчжэня — членом Постоянного комитета провинциального парткома КПК. С 14 декабря 2018 года — заместитель секретаря (главы) парткома КПК Гуандуна.
27 декабря 2021 года назначен временно исполняющим обязанности губернатора провинции Гуандун. 22 января 2022 года утверждён в должности губернатора на 5-й сессии Собрания народных представителей провинции Гуандун 13-го созыва.